# Moema apurinan
Moema apurinan är en fiskart som beskrevs av Costa 2004. Moema apurinan ingår i släktet Moema och familjen Rivulidae. Inga underarter finns listade i Catalogue of Life.